# Comuna Lopar, Primorje-Gorski kotar
Lopar este o comună în cantonul Primorje-Gorski kotar, Croația, având o populație de 1.263 de locuitori (2011).

## Demografie
Componența etnică a comunei Lopar
     Croați (95,09%)
     Albanezi (1,66%)
     Sloveni (1,27%)
     Necunoscut (0%)
     Neclasificat (1,58%)
Componența confesională a comunei Lopar
     Catolici (93,35%)
     Fără religie și atei (1,66%)
     Ortodocși (1,19%)
     Necunoscută (2,3%)
     Alte religii (1,5%)
Conform recensământului din 2011, comuna Lopar avea 1.263 de locuitori. Din punct de vedere etnic, majoritatea locuitorilor (95,09%) erau croați, existând și minorități de albanezi (1,66%) și sloveni (1,27%). Din punct de vedere confesional, majoritatea locuitorilor (93,35%) erau catolici, existând și minorități de persoane fără religie și atei (1,66%) și ortodocși (1,19%). Pentru 2,3% din locuitori nu este cunoscută apartenența confesională.